# Awanui
 (août 2024).
La mise en forme du texte ne suit pas les recommandations de Wikipédia : il faut le « wikifier ».
Les points d'amélioration suivants sont les cas les plus fréquents. Le détail des points à revoir est peut-être précisé sur la page de discussion.
- Les titres sont pré-formatés par le logiciel. Ils ne sont ni en capitales, ni en gras.
- Le texte ne doit pas être écrit en capitales (les noms de famille non plus), ni en gras, ni en italique, ni en « petit »…
- Le gras n'est utilisé que pour surligner le titre de l'article dans l'introduction, une seule fois.
- L'italique est rarement utilisé : mots en langue étrangère, titres d'œuvres, noms de bateaux, etc.
- Les citations ne sont pas en italique mais en corps de texte normal. Elles sont entourées par des guillemets français : « et ».
- Les listes à puces sont à éviter, des paragraphes rédigés étant largement préférés. Les tableaux sont à réserver à la présentation de données structurées (résultats, etc.).
- Les appels de note de bas de page (petits chiffres en exposant, introduits par l'outil «  Source ») sont à placer entre la fin de phrase et le point final[comme ça].
- Les liens internes (vers d'autres articles de Wikipédia) sont à choisir avec parcimonie. Créez des liens vers des articles approfondissant le sujet. Les termes génériques sans rapport avec le sujet sont à éviter, ainsi que les répétitions de liens vers un même terme.
- Les liens externes sont à placer uniquement dans une section « Liens externes », à la fin de l'article. Ces liens sont à choisir avec parcimonie suivant les règles définies. Si un lien sert de source à l'article, son insertion dans le texte est à faire par les notes de bas de page.
- La présentation des références doit suivre les conventions bibliographiques. Il est recommandé d'utiliser les modèles {{Ouvrage}}, {{Chapitre}}, {{Article}}, {{Lien web}} et/ou {{Bibliographie}}. Le mode d'édition visuel peut mettre en forme automatiquement les références.
- Insérer une infobox (cadre d'informations à droite) n'est pas obligatoire pour parachever la mise en page.

Pour une aide détaillée, merci de consulter Aide:Wikification.
Si vous pensez que ces points ont été résolus, vous pouvez retirer ce bandeau et améliorer la mise en forme d'un autre article.
Awanui est un port historique de rivière, situé dans la partie tout au nord de la région Northland dans l’Île du Nord de la Nouvelle-Zélande.

## Situation
La ville d’Awanui est localisée sur les berges du fleuve Awanui juste avant qu’il ne se jette dans la baie de Rangaunu.
La ville d’Awanui s’étend à l’extrémité sud de la Péninsule d'Aupouri dans le secteur du conseil du district du far North (en) dans la région du Northland et à approximativement 7 km au nord de la ville de Kaitaia.
Le port de rivière a cessé de fonctionner et un quai de loisirs est situé à « Unahi », sur les berges de la baie de Rangaunu, à approximativement 3 km au nord du centre-ville.

## Toponymie
Le nom traditionnel de Awanui était « Kaiwaka » et le nom Awanui proprement dit fait référence à la "rivière au niveau de Kaiwaka".

## Population
La population d’Awanui était de 351 habitants lors du recensement de 2006 en Nouvelle-Zélande, en diminution de 18 résidents par rapport à celui de 2001.

## Marae
Le « Tangata Whenua » de la localité étaient représenté par deux Maraes voisins :
- Le Marae nommé Mahimura qui est situé sur le trajet de la route State Highway 10 (en), et représentait le hapu des Ngai Takoto (en).
- Plus loin le long de la route State Highway 10, on trouve le marae de Kareponia rattaché à l’Iwi des Patukoraha hapu des Ngati Kahu (en)[3].

## Activités économiques
Pour la plus grande partie du XXe siècle, l’économie de la ville d’Awanui fut dominée par l’activité de la « Kaitaia Co-operative Dairy Factory », située immédiatement au nord du centre-ville.
L’usine fut construite en 1926 et comprenait des structures portuaires situées à « Unahi ».
En 1986, la coopérative de Kaitaia fusionna avec la compagnie voisine de la « Northland Dairy Company ».
La conséquence d’une telle fusion devait éventuellement être de former les prémices du consortium Fonterra.
Étant à distance des marchés et du fait de l’amélioration des technologies de l’élevage et des méthodes de transport, ces fusions forcèrent l’usine d’Awanui à fermer au début des années 1990.
L’élevage laitier reste néanmoins actif dans la région, bien qu’en légère réduction : le lait devant être transporté à l’usine de la « Kauri Dairy Factory » juste au nord de la ville de Whangarei, soit à approximativement 100 km au sud de celle d’Awanui.
En 1920, l’exploitation des troncs de kauri et les grumes de kauri du secteur de Kaitaia étaient déplacés vers la côte à travers le cours du fleuve Awanui.

## Accès
La State Highway 1 et la route State Highway 10 (en) se croisent au niveau de la ville d’Awanui.
La ville de Waiharara est à 16 km au nord-ouest, celle de Kaingaroa à environ 6 km au nord-est et la ville de Kaitaia est à 7 km au sud.

## Histoire

### La famille Subritzky
Dès le début de 1868, John Anton Subritzky et sa famille vendirent leurs intérêts financiers dans leur domaine de Maldon, New South Wales (en) en Australie et naviguèrent vers la Nouvelle-Zélande à bord de la goélette ‘Prince Alfred’, arrivant d’abord dans le Port d’Auckland et ensuite en naviguant sur leur schooner familial vers Houhora et la « station du Mont Camel », qui était alors un établissement très important, propriété de son propre frère, le capitaine Ludolph Johann et d’Heinrich Wilhelm.

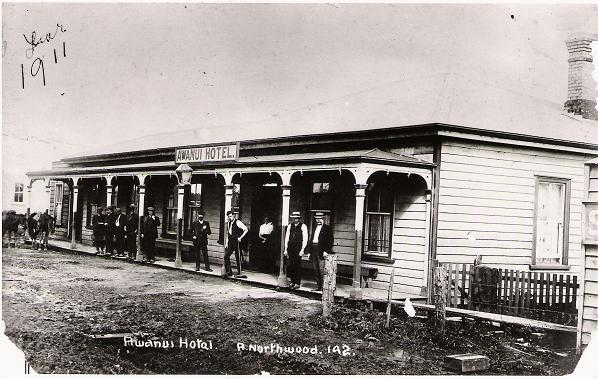
L’hôtel d’Awanui.

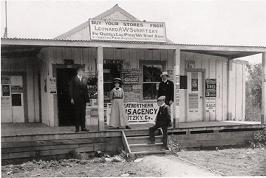
Le magasin général des Subritzkys.

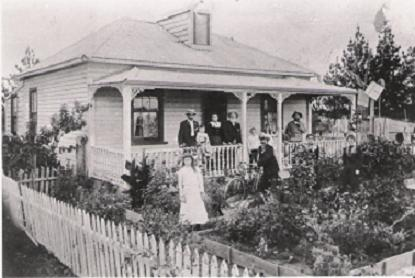
La maison familiale du Capitaine Alfred.

La famille Subritzky possédait et contrôlait aussi la partie nord de la ville d’Awanui –
Dans un bref laps de temps, la ville d’Awanui fut construite essentiellement par les Subritzky et leurs familles étendues, qui étaient à la fois Pakeha et Maori.
Le centre de la famille Subritzky était actif à la « Station du Mont Camel » et leur influence sur le « Far North » pour les cinquante années suivantes, s’étalait très loin et très largement.
Ils importaient du bétail et élevaient leurs propres troupeaux de la race shorthorn.
La famille Zubrzycki (Subritzky) établit une installation à ‘Houhora’ et, possédant plusieurs bateaux, s’impliqua dans la navigation côtière . La famille a aussi établi la « Subritzky Shipping Line », qui est la plus ancienne compagnie maritime privée de Nouvelle-Zélande.
Le Capitaine John Anton Subritzky posséda l’une des premières voitures à moteur d’Auckland, et est aussi enregistré comme ayant eu l’un des premiers accidents de la circulation d’Auckland en 1904.
Les Subritzkys mirent en place des moulins à lins et commencèrent le traitement des fibres pour leur vente et leur exportation.
Puis vint le temps du traitement des grumes pour le reste dans les années 1800 mais, plus tard dans les années 1900, ce fut essentiellement le commerce des grumes, qui fournit l’essentiel de la prospérité de la région du Northland.

### Tragédie de l’Elingamite
Le 5 novembre 1902, le vapeur Elingamite (en) prit la mer à partir de Sydney pour relier Auckland.
L’Elingamite était un grand bateau à vapeur de transport de passagers circulant entre les colonies et à bord duquel, il y avait près de 200 âmes, mais aussi semble-t-il un chargement d'or.
Le matin du 9 novembre 1902, le bateau rencontre un brouillard épais et les moteurs furent mis au ralenti à demi-vitesse.
L’un des vigiles du bateau tenta de crier « rochers devant ! », mais c’était trop tard et le bateau plongea directement sur les rochers de West King Island et coula en quelques minutes, car il s’emplit d’un grand volume d’eau.
Il y avait six bateaux de sauvetage à bord, qui furent immédiatement mis à la mer. Le capitaine resta sur son bateau jusqu’à ce qu’il soit complètement submergé et fut emporté dans la mer et repêché par l’un des canots de secours.
Sous le commandement de l’Officier exécutif L. Berkett présent dans le second bateau de sauvetage, qui fut mis à l’eau, mena ce bateau de sauvetage pour aller chercher de l’aide en passant autour de Cap Nord et se dirigeant plus bas à l’est en direction de la localité de Houhora.
Dès qu'ils mirent pied à terre juste au nord de l'établissement du Mont Camel, plusieurs personnes sautèrent par-dessus bord sur la terre et se précipitèrent à travers des broussailles de l’Houhora Hotel pour aller donner l’alerte. La famille Evans envoya alors un télégramme à Auckland et une flotte de secours fut montée.
Les HMS Penguin, le SS Omapere, et le SS Clansman furent envoyés depuis Auckland pour prendre part aux recherches et aux secours, comme le fit aussi le schooner auxiliaire de la flotte des Subritzky : le Greyhound. Néanmoins, sans attendre les secours, depuis Houhora, les autorités locales prirent les choses en main.
Ils envoyèrent un courrier à Awanui pour alerter l’équipage du Greyhound, qui était connu comme étant au port.
Ils savaient aussi qu’un bateau de passagers, le Zealandia, remontait la côte à la voile en route pour l’Australie et passerait bientôt près du Mont Camel.
Les membres des familles Wagener, Northwood et McIntosh mirent à la mer leurs bateaux de chasse à la baleine et réussirent à gagner le Zealandia pour le diriger vers le lieu du drame.
Ils informèrent le capitaine et celui-ci fit immédiatement marche à toute vitesse, toutefois, laissant derrière lui une partie de l'équipage de navire de chasse à la baleine avec leurs propres moyens à quelque 25 miles en haute mer.

Note: Les bateaux de chasse à la baleine utilisés par la famille Houhora dans ce sauvetage sont conservés actuellement au niveau du musée du mémorial de guerre d'Auckland.
Dans l’après-midi du 10 novembre 1902, le maître du Greyhound était assoupi dans sa maison à Awanui, le Greyhound se trouvait le long du quai Subritzky.
Il fut réveillé par un bruit de cavalcade, un homme à cheval galopant et criant son nom "Capitaine Subritzky !"
Le cavalier jaillit devant la maison, ayant cravaché dur depuis Houhora, tout le long en hurlant « The Elingamite est allé par le fond ! (The Elingamite's gone down!) » « où a-t-il coulé, fils ? » demanda le Capitaine Subritzky. « Il se trouve au niveau des Three Kings, sir », répondit-il.
Après avoir contrôlé sa montre dans sa poche, le Capitaine Subritzky réalisa que la marée était mauvaise et que la barre à l’entrée du mouillage à cette heure serait difficile à franchir par la mer montante. Il se précipita vers le Greyhound, secoua l’équipage et mit tout en ordre pour prendre la mer portant seulement des bottes de mer et un pyjama. Ils prirent la direction de l’embouchure du fleuve Awanui, puis le capitaine fit dresser toutes les voiles disponibles pour que le bâtiment franchisse la barre.
Le Greyhound se précipita vers la barre avec ses machines auxiliaires et la voile levant Goose Wing, une flèche sur la poutre bâbord, une flèche sur la poutre tribord et le vent souffrant directement de l’est. La section de la proue dégagée et il y eut un terrible bruit sourd au moment où la carène frappa la barre, mais le vaisseau traça son chemin au-dessus d’elle en direction du nord et la mer libre. La course poursuite pour trouver des survivants était en cours.
Les îles des Trois Rois sont à faible distance de l’île du Nord et le Greyhound était le premier bateau à commencer les recherches, tirant de l’eau trois hommes décédés, qui furent ultérieurement identifiés à partir des documents présents dans leurs vêtements comme étant MM. Green, Parker et C. Johnson.
Le Capitaine Subritzky voulait se dessaisir des corps sur le SS Clansman et continuer les recherches plus loin dans la mer.
Toutefois, le maître de bord du Clansman refusa de prendre possession de ceux-ci, et le Greyhound fut forcé de retourner jusqu’à Awanui du fait du déclin du jour.
Les trois décédés furent enterrés dans des tombes sans marque au cimetière de Saint-Joseph d’Awanui par l’équipage du Greyhound et le Révérant Merton.

### La deuxième guerre mondiale
Lors de la deuxième guerre mondiale, la base de l’aérodrome de la “Royal New Zealand Air Force” fut localisée près de la RNZAF Station Waipapakauri (en).

## Éducation
- L’école d’« Awanui School » est l’école locale contribuant à l’enseignement primaire, allant de l‘année 1 à 6, avec un taux de décile de 2 et un effectif de 74 élèves[8].

- « Te Rangi Āniwaniwa » est une école mixte allant de l’année 1 à 15, avec un taux de décile de 1 et un effectif de 137 élèves[9].

Les deux écoles sont mixtes.